# Dürkopp (Radsportteam)

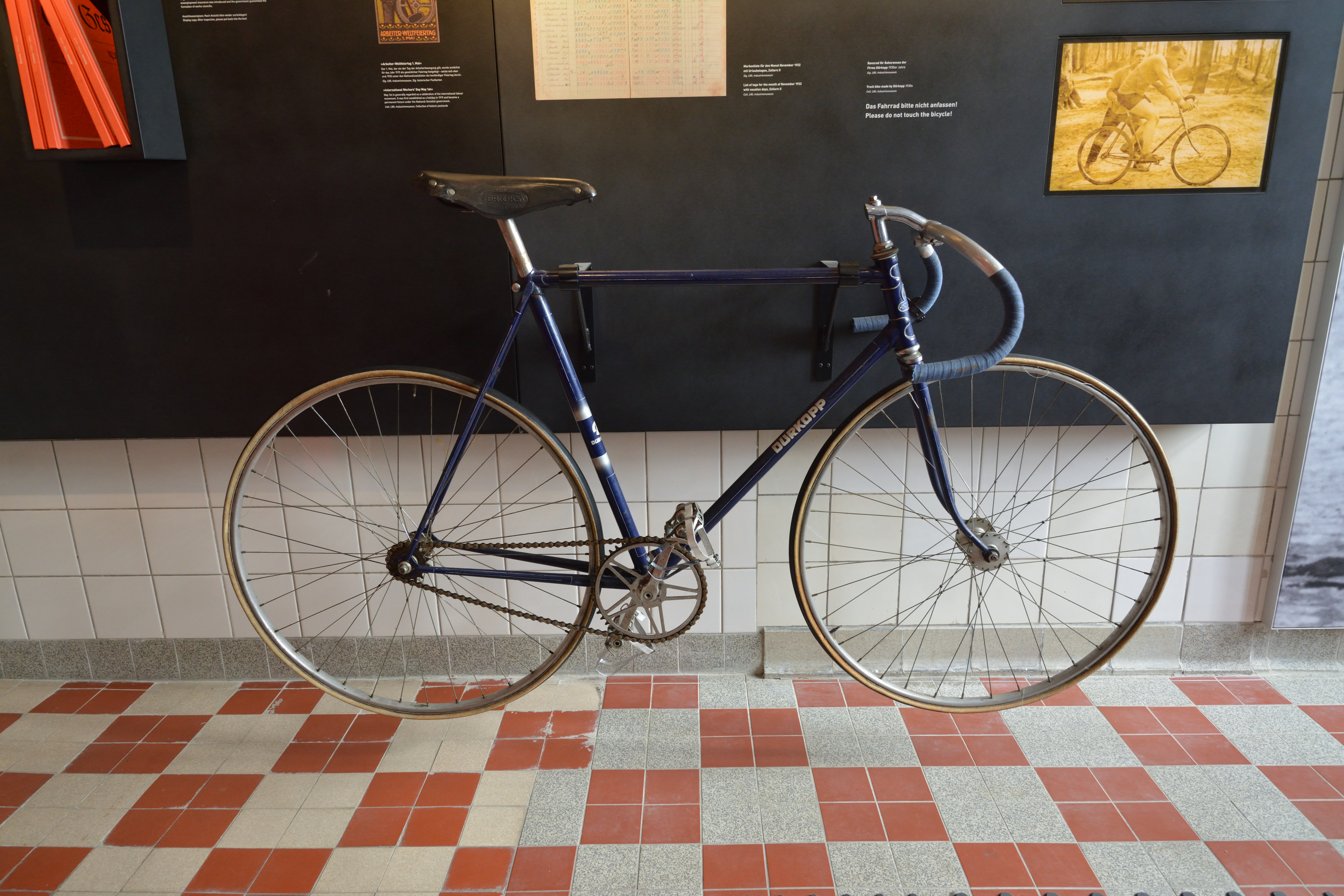
Dürkopp-Rennrad für Bahnrennen aus den 1930er Jahren

Dürkopp war ein von 1930 bis 1953 bestehendes professionelles deutsches Radsportteam. Sponsor war das Unternehmen Dürkopp aus Bielefeld in Nordrhein-Westfalen, das ursprünglich Nähmaschinen und später auch Fahrräder produzierte.

## Geschichte
Dürkopp war Mitglied im „Industrie-Verein“ des Deutschen Radfahrer-Bundes (DRB). Mitglieder des Vereins waren Unternehmen aus der Fahrradindustrie und Hersteller von Fahrradkomponenten, die als Sponsoren des Berufsradsports in Deutschland tätig waren.
Ab 1930 war Dürkopp mit einer Mannschaft bei den Straßenradrennen in Deutschland und im Ausland vertreten. In den Rennen, die vom Industriering für Berufsstraßenradrenn-Sport (Ibus) veranstaltet wurden, holten die Fahrer von Dürkopp mehrfach Erfolge.
Bereits 1907 begann Dürkopp mit dem Sponsoring im Radsport, zunächst durch Förderung einzelner Fahrer im Bahnradsport, wie den Sprinter Willy Arend und den Steher Albert Schipke. 
Zu den größten Erfolgen zählten die Siege in der Deutschlandrundfahrt 1930 (Hermann Buse) und 1937 (Otto Weckerling), im Klassiker Lüttich–Bastogne–Lüttich 1930 (Hermann Buse), die Etappensiege in der Tour de France 1937 (Heinz Wengler und Otto Weckerling). Nach dem Zweiten Weltkrieg gehörte Dürkopp zu den ersten deutschen Unternehmen, die ihr Engagement im Berufsradsport wieder aufnahmen.

## Erfolge
1930
- Gesamtwertung und neun Etappen Deutschlandrundfahrt
- Lüttich–Bastogne–Lüttich
- Harzrundfahrt

1934
- eine Etappe Tour de Suisse

1935
- Quer durch Württemberg/Baden

1936
- Rund um Frankfurt
- Harzrundfahrt

1937
- Gesamtwertung und drei Etappen Internationale Deutschland-Rundfahrt

1938
- fünf Etappen Internationale Deutschland-Rundfahrt

1939
- eine Etappe Großdeutschlandfahrt

1940
- eine Etappe Circuito del Norte

1949
- eine Etappe Grünes Band der IRA
- Ost-Zonenmeisterschaft Zweier-Mannschaftsfahren

1950
- eine Etappe Deutschland-Rundfahrt
- eine Etappe Belgien-Rundfahrt
- Gesamtwertung und eine Etappe Ronde van Nederlande
- DDR-Meisterschaft Zweier-Mannschaftsfahren

1952
- Gesamtwertung und eine Etappe Luxemburg-Rundfahrt
- Luxemburgische Meisterschaft Querfeldeinrennen

## Bekannte Fahrer
- Willy Arend
- Gustav Janke
- Hermann Buse
- Ludwig Geyer
- Österreich Max Bulla
- Jupp Arents
- Heinz Wengler
- Werner Richter
- Otto Weckerling
- Henk Lakeman